# Palacio Piwonka
El Palacio Piwonka es un inmueble ubicado en la avenida Ejército 412 frente a la iglesia de San Lázaro, en el Barrio Ejército Libertador de la comuna de Santiago de la capital de Chile. Es uno de los palacios que también es considerado parte de los del circuito de barrio Dieciocho y es utilizado como Casa Central por la Universidad Diego Portales (UDP), que lo restauró manteniendo sus atributos iniciales.

## Construcción
El palacio Piwonka Gilabert fue construido por los arquitectos Alberto Siegel y Manuel Cifuentes en el año 1918 a petición de Ricardo Piwonka (hermano del político Alfredo Piwonka) y Sofía Gilabert (su prima), con el fin de residir en él junto a su familia.[cita requerida]
Las columnas anteceden la enorme puerta de acceso que conduce a un ancho corredor que se abre a un generoso hall de planta octogonal iluminado por una claraboya con un vitral de corte modernista. Variados salones circundan este espacio, y la escalera oculta en uno de estos recintos permiten subir al área donde originalmente se ubicaron los dormitorios, con salida a balcones y la logia central con vista directa a la iglesia de San Lázaro.
Destaca el frontis enmarcado por columnatas y su portón de pino oregón. La puerta principal está adornada con vidrios de opalina con guirnaldas. Su estilo es neo-clásico con aportes rococó. En la actualidad aún se puede ver que la casa de dos pisos peraltados y una importante techumbre amansardada se divide en dos logias en el primer y segundo nivel, formando tres módulos con dintel plano el primero y arco rebajado, el segundo. Conserva los óculos de la techumbre al estilo francés y remata la esquina con una cúpula. La transparencia de los vanos verticales alivian el peso de su volumen, el que a su vez está enriquecido por la profusión de cornisas, balaustradas, medallones, guirnaldas, tímpanos curvos, coronaciones y delicadas rejas metálicas.

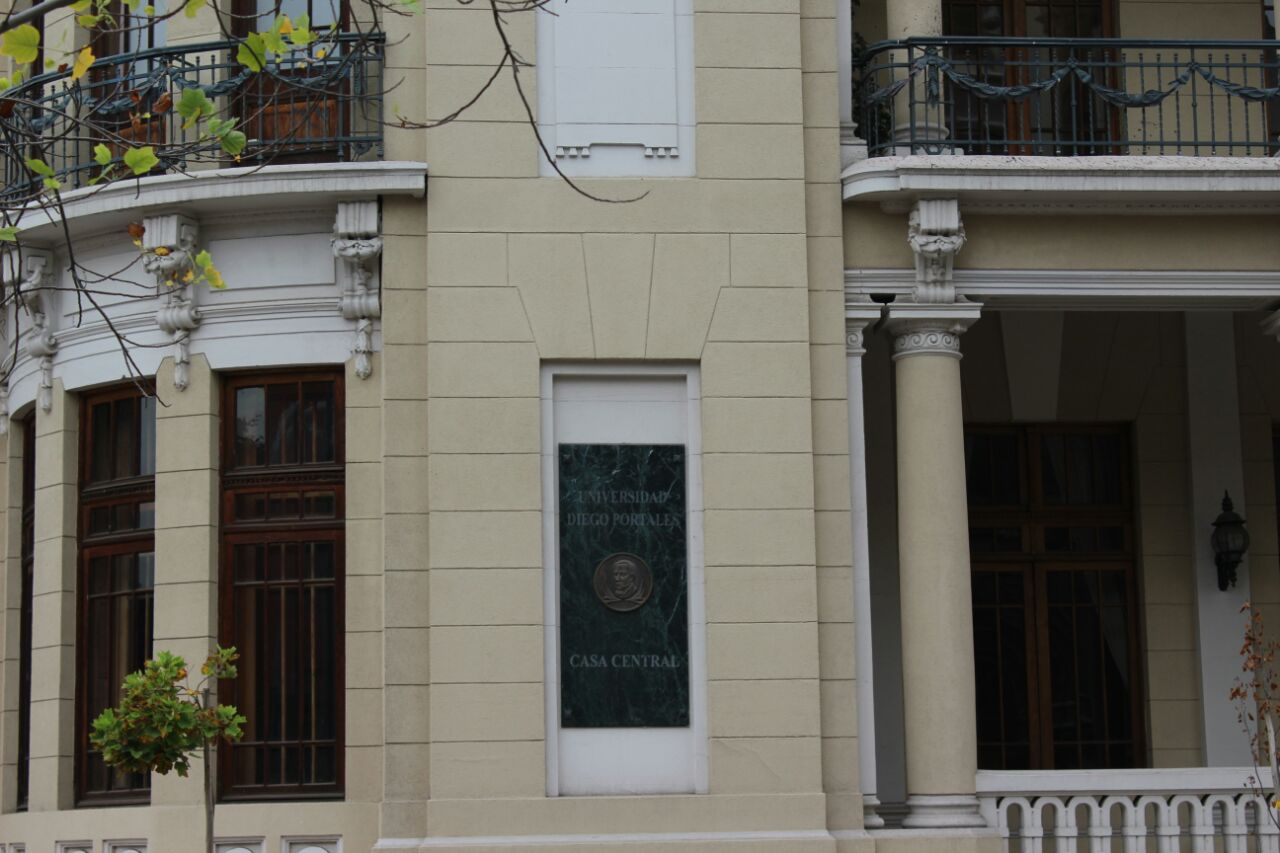
Placa en la Casa Central de la Universidad Diego Portales

Antiguamente se podía apreciar desde el acceso, un gran salón con una enorme claraboya de floridos vitrales, de la cual colgaba una lámpara de bronce cincelado, con doce tulipas de cristal tallado rematada en un globo central. El piso lo cubría una alfombra de gran magnitud, sobre la que destacaban cuatro amoblados D'Aubusson traídos de Europa. En torno a éste, los espacios se sucedían unidos por corredores menores decorados con estatuas de mármol. Tenían un comedor con capacidad para 24 personas sentadas y el interior tenía las paredes revestidas con género color burdeo oscuro y flores doradas. El cielo tenía escenas pintadas, costumbre proveniente de Europa muy difundida en esa época. Había un patio tropical, con una pileta con coloridos peces, y en el centro, una gran escultura de bronce de Las Tres Gracias, obra de Simón González. En la sala de té se encontraba una puerta camuflada que conducía a una pieza de juegos, donde los caballeros de la época disfrutaban de un popular juego de naipes conocido como rocambor.[cita requerida]
Las tres hijas de Piwonka se casaron en el palacio, y debido a sus grandes dimensiones siguieron viviendo en él con gran individualidad. La viuda de Alfredo Piwonka, Elvira Moreno, tras su segundo matrimonio, fue quien realizó las primeras modificaciones en el inmueble. El segundo piso fue remodelado como departamento de renta y se trasladó la finísima escalera del hall principal a una nueva entrada que fue construida por calle Gorbea. La Universidad Diego Portales se ha preocupado de la conservación de esta casa y asimismo ha tenido un criterio similar con otras propiedades de carácter patrimonial del sector, generando una revalorización urbana de este barrio.[cita requerida]

## Historia

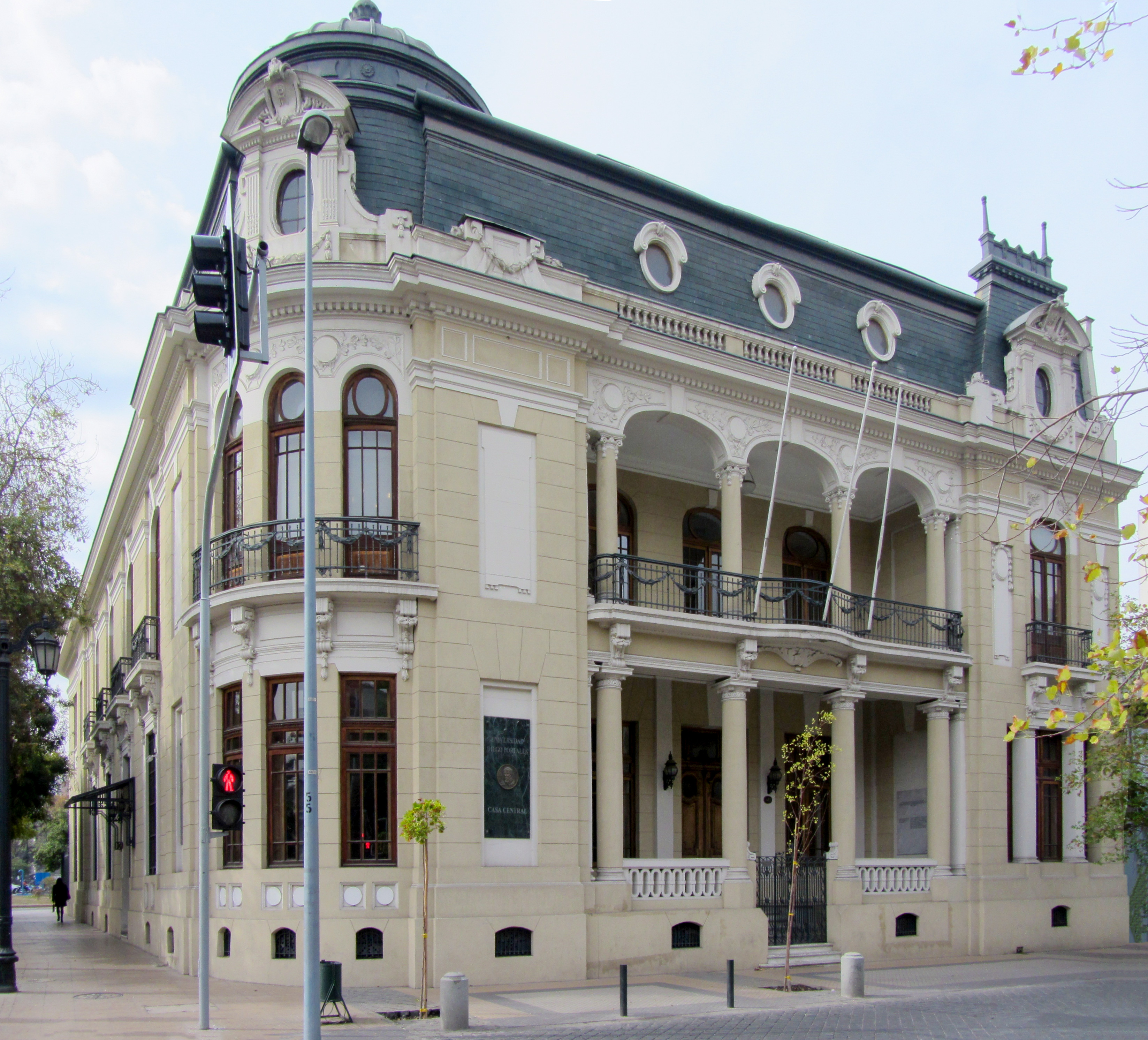
Palacio Piwonka Jilabert.

La familia a la cual se le adjudica la construcción de este palacio fue proveniente de la primera colonización alemana que arribó a Chile. Heynrich Ernst Piwonka, maestro tintorero nacido en Berlín en 1817, llegó a Valdivia en 1853 junto a su esposa Amalie Richter y sus cuatro hijos. Ricardo Piwonka Richter, el cuarto de sus hijos, posterior al término de sus estudios en Valdivia se trasladó a Osorno, donde trabajó como empleado de los Almacenes Generales (importante comercio de la ciudad) y al poco tiempo su dedicación le permitió comprar dicho negocio. Con una muy destacada situación económica, su condición de luterano y radical, junto con un fuerte carácter, lo convirtieron en centro de conflicto en una localidad conservadora como era Osorno en esa época. Debido a sus numerosos "encuentros" con la curia católica, su esposa, la portorriqueña Sofía Jilabert Roselot, lo obligó a trasladarse a Santiago junto a sus hijos Alfredo y Alberto (gemelos), Hortensia y Victoria. En la capital logró reinventarse y arrendó un molino en una zona industrial cercana a la Estación Central, luego compró otro en las faldas del cerro San Cristóbal. Este negocio le permitió forjar una considerable fortuna y construir, en 1918, el palacio Piwonka. 

Cuentan las historias familiares que don Ricardo gozaba iniciando eternas discusiones filosóficas y religiosas. En una oportunidad, conversando con el párroco de San Lázaro —iglesia ubicada frente a su mansión- tuvieron una fuerte disputa y éste se retiró molesto. Curiosamente, en el siguiente terremoto, parte de la torre de madera del templo cayó sobre la casa, hecho que fue interpretado por sus vecinos como un castigo divino. La techumbre de la residencia se incendió, pero gracias a la buena construcción, el agua de los bomberos no pasó a los otros pisos, los que no sufrieron grandes daños.

Alfredo Piwonka Jilabert -tercera generación de la familia Piwonka en Chile- tuvo un activo papel en el medio político y social de Santiago. Estudió en el Liceo de Aplicación y se tituló de ingeniero agrónomo en la Universidad de Chile. Continuó los negocios de su padre con el molino Cruz Roja en San Fernando y además, invirtió en tierras en el fundo Santa Adela en Teño. Se casó con Elvira Moreno Fredes y tuvo tres hijas. Empapado de la cultura y la tradición recibida de sus padres y abuelos fue amante de la música, tocaba el violín y disfrutaba de la ópera.
Al morir Piwonka, sus hijos gemelos heredaron la mansión. Al poco tiempo, Alfredo le compró la mitad a su hermano Alberto, quien quedó como único dueño. Desde la glorieta del segundo piso la familia presenciaba el desfile de Fiestas Patrias, que en aquellos tiempos se desarrollaba por calle Ejército. El palacio fue ocupado hasta 1984 por Ana Moreno de Piwonka. 
Tras la muerte de Elvira Moreno de Piwonka, el Palacio fue rematado y sucesivamente arrendado por diferentes propietarios. En 1992 la Universidad de Los Andes adquiere el antiguo Palacio, siendo utilizado como fachada para la Facultad de Medicina. Posteriormente, en el año 1995 pasó a pertenecer a las dependencias de la Universidad Diego Portales manteniéndose con el mismo dueño hasta la actualidad.

## Uso actual

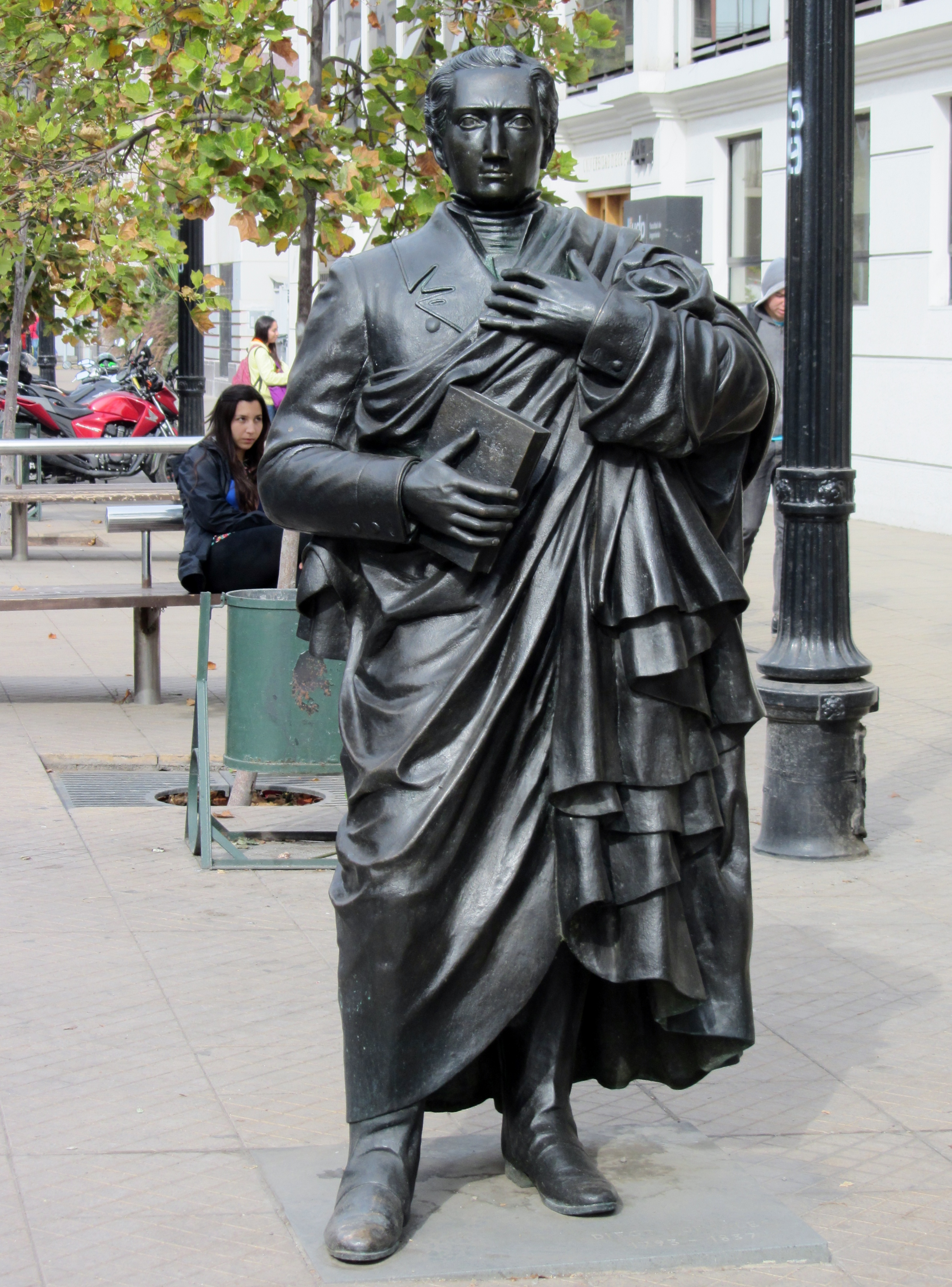
Portales por Juan Sebastian Solar, frente al palacio Piwonka

En el barrio Dieciocho hay numerosos palacios que fueron construidos para ser habitados por las familias aristócratas del Santiago del siglo XX pero que en la actualidad son utilizados para todo tipo de actividades. Los diferentes propietarios utilizan estos lugares como sedes de universidades, corporaciones, centros de eventos, municipalidades, etc.
La Universidad Diego Portales, que restauró el palacio Piwonka manteniendo su estructura original, lo utiliza para las principales áreas de coordinación y dirección: rectoría, vicerrectoría académica, secretaría general y direcciones académicas desde el año 1995.
Frente al palacio, en la acera norte, la Universidad instaló un estatua de Diego Portales que le encargó al escultor Juan Sebastián Solar como una recreación del famoso monumento decimonónico realizado por el francés por Jean-Joseph Perraud que adorna la plaza de la Constitución.